# Нолана
Нолана (лат. Nolana) или чилийский колокольчик — род однолетних или многолетних растений семейства пасленовых (Solanaceae). Род в основном произрастает в Чили и Перу. Виды этого рода, особенно Нолана странная (Nolana paradoxa Lindl.), служат модельной системой для изучения окраски цветков.
Nolana — единственный род пасленовых, плоды которого состоят из схизокарпиев, хотя его цветки и другая вегетативная морфология аналогичны другим растениям этого семейства. Похоже, что он наиболее тесно связан с дерезой (Lycium) и грабовскией (Grabowskia).

## Ботаническое описание
Однолетние и многолетние травянистые растения, иногда маленькие кустарнички. Габитус широкораскидистый или распростёртый.
Листья прикорневые и очерёдные, в верхней части супротивные стеблевые, все простые, железисто-волосистые, иногда несколько суккулентные.
Цветки многочисленные, крупные, вверх смотрящие, голубые, карминовые, розовые или белые, одиночные или собранные по несколько штук, пазушные, на коротких цветоножках. Чашечка трубчато-колокольчатая. Венчик колокольчатый или почти воронковидный, широкораскрытый, актиноморфный, пятилопастный, реже несколько двугубый.

## Распространение
Виды рода Nolana имеют ареал между северным Перу и южным Чили, только Nolana galapagensis является эндемиком Галапагосских островов. Большинство видов имеют довольно небольшую площадь распространения: Nolana adansonii, Nolana gracillima, Nolana lycioides и Nolana jaffuelii, и только четыре вида являются родными для большей области распространения между южным Перу и северным Чили. Можно выделить два центра биоразнообразия: один в южном перуанском департаменте Арекипа, второй — на севере Чили между Антофагастой и Атакамой.
Большинство видов являются формообразующими компонентами так называемых ломских растительных сообществ — прибрежных, крайне засушливых районов, достигающих высоты до 1000 м. Этот фитоценоз простирается на протяжении 3500 км между 5° и 30° южной широты и лишь изредка прерываются речными долинами. В некоторых местах районы имеют ширину всего 25 км. Растительность этих образований зависит прежде всего от влаги, приносимой туда туманом с океана. Кроме того, существует тесная связь с возникновением явления Эль-Ниньо. Из-за повышенной влажности, присутствующей на этих этапах, пустынные районы превращаются в густо заросшие ландшафты. Наибольшее видовое разнообразие рода развито всего в нескольких километрах от побережья Тихого океана на высотах от 50 до 600 м. Только несколько видов Nolana также растут внутри суши или на высоте до 4000 м.

## Ботаническая история и этимология

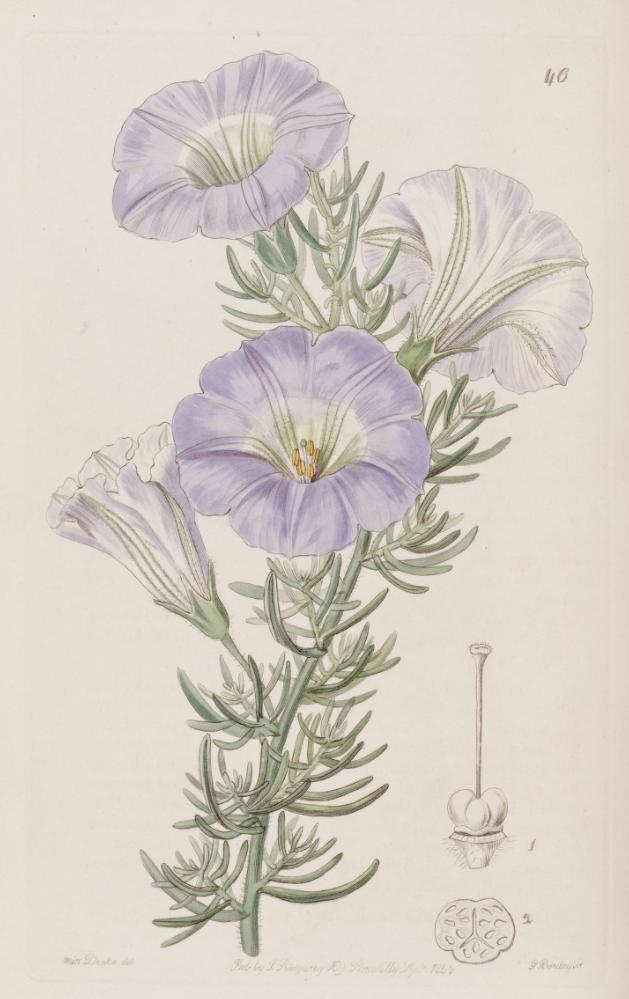
Nolana coelestis 1844 г.

Род был впервые описан в 1762 году Карлом фон Линнеем младшим. Название, которое он выбрал для рода, происходит от латинского слова nola, что означает что-то вроде «колокольчика». Помещение в отдельную трибу Nolanaceae было предложено в 1820 году Бедржихом Вшемиром фон Берхтольдом и Яном Сватоплук Пресль, систематическая обработка Джорджа Дона (1838) и Мишеля Феликса Дюналя (1852) отнесла эту трибу к семейству пасленовых (Solanaceae). Джордж Бентам и Джозеф Далтон Хукер поместили этот вид в семейство Вьюнковые (Convolvulaceae). Ещё позже этот род был помещён в разные позиции, например, в отдельное семейство Nolanaceae Артуром Джоном Кронквистом (1981) и Арменом Тахтаджяном (1980), или в семействе пасленовых как подсемейство Nolanoideae или как триба Nolaneae, например, Рольф Дальгрен (1980), Уильям Д’Арси (1979, 1991) и Роберт Фолджер Торн (1983). Ещё в 1992 году Ричард Олмстед и Джеффри Палмер показали, что Нолана филогенетически связана с дерезой (Lycium); однако эта точка зрения была отвергнута некоторыми редакторами, включая Армандо Гунциера (2001). Однако дальнейшие молекулярно-биологические работы подтвердили эту классификацию.
Внутренняя систематика рода часто понималась очень по-разному; число родов и видов, на которые делился признанный в настоящее время объём рода, варьировало в широких пределах. Майкл Диллон (2007) утверждает, что систематический анализ, основанный только на изучении гербарных образцов, распознает очень мало видов, а исследователи, которые также проводили исследования в полевых условиях, обычно распознавали значительно больше видов. Диллон обосновывает это тем, что в гербарных образцах не сохраняются многие признаки, позволяющие дифференцировать виды. Джон Линдли (1844) выделил пять родов (Nolana, Alonia, Dolia,Sorema и Aplocarya) всего 17 видов. Мишель Феликс Дюналь (1852), признавший ноланы трибой, также разделил их на пять родов (Nolana, Dolia, Alibrexia, Aplocarya и Bargemontia) с 33 видами. Джордж Бентам и Джозеф Д. Хукер (1873) выделили четыре рода (Nolana, Alona, Dolia и Bargemontia), всего 27 видов.
В первой современной монографической обработке Айвена Марри Джонстона (1936) названы два рода (Nolana и Alona) с 63 видами. Альдо Меса, который в 1981 году первоначально поместил только 18 видов в один род, разделив их на подроды Nolana и Alona, расширил свой взгляд на род, распознав 70 видов в работах 1997 и 1998 годов. В результате обширных исследований и полевых работ, в ходе которых также были описаны новые виды, в настоящее время выделено 89 видов.

## Некоторые виды
Существует от 85 до 89 видов.
- Nolana acuminata
- Nolana atriplicifolia
- Nolana crassulifolia
- Nolana galapagensis
- Nolana humifusa (Gouan) Johnst. — Нолана стелющаяся
- Nolana paradoxa Lindl. — Нолана странная
- Nolana prostrata
- Nolana sedifolia
- Nolana tenella
- Nolana ramosissima I.M. Johnst. — Нолана ветвистая
- Nolana rupicola